# Чернинькая, Елена Николаевна

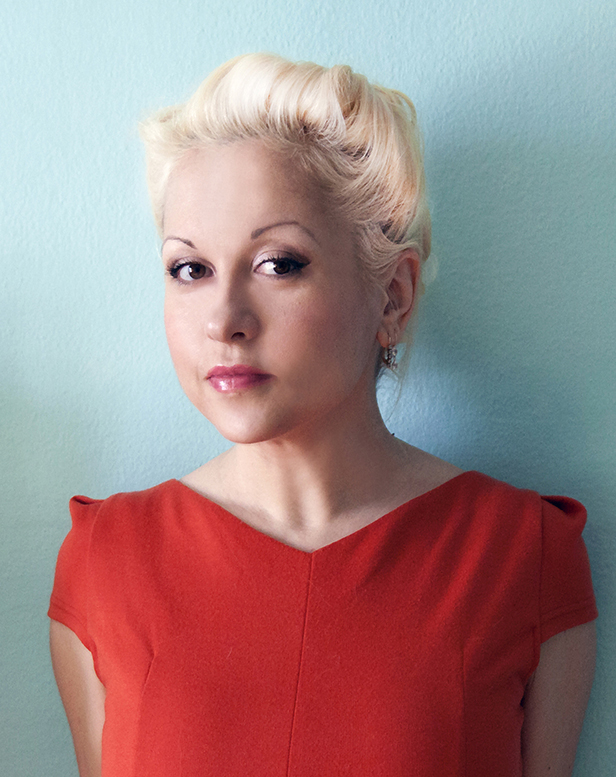
Елена Чернинькая (2013)

Елена Николаевна Чернинькая (укр. Олена Миколаївна Чернінька; род. 16 января 1978) — современная украинская писательница.
Окончила Львовскую коммерческую академию, затем факультет культуры и искусства Львовского университета (2005). Работала в хоровой капелле «Трембита», затем фотографом, по собственным словам фотографирует только людей. Дебютировала в литературе криминальной дилогией «Криминальная симфония Греха» и «… И кара настигнет бегущего» (2000), написанной на русском языке; эту пробу пера, однако, писательница теперь всерьёз не воспринимает.
В 2010 году в соавторстве с младшей сестрой Юлией опубликовала первый роман на украинском языке, «Хутор развратных душ» (укр. Хутір Розбещених Душ), за ним последовали другие романы сестёр Черниньких, «Вилла „Райские птицы“» (укр. Вілла Райські Пташки; 2011), «Реанимация, или Легион А» (укр. Реанімація, або легіон „А“; 2012) и «…in Moscow» (2013), а также сборник стихов «Когда-то давно, когда деревья ещё говорили» (укр. Колись давно, як ще дерева говорили; 2011).
Наибольшее внимание критики привлёк «Хутор развратных душ». «Эта книга требует от читателя выводов. Углубленного или хотя бы поверхностного анализа своей жизни. Большое количество сюжетных линий и извилистая цепочка бытовых сцен позволяют узнать в героях романа своих знакомых или же какой-то свой личный порок», — заявила Г. Чоп в газете «Новий погляд». Критик Константин Родик отметил, что в романе «очень хорошо скроена ткань фабулы», «лаконично выписаны картинки с натуры», есть и другие позитивные черты. В то же время обозреватель авторитетного украинского интернет-портала ЛітАкцент в разгромном отзыве на книгу пишет: «Если роман, который „литературой“ можно назвать разве что потому, что там есть химеричная идея борьбы добра и зла, просто-таки под завязку набит непрерывными подробностями того, как кто-то писает, какает, блюёт, сношается, бухает, снова блюёт и какает, — в голове мелькает догадка, что, наверно, авторам просто больше нечем привлечь внимание читателя».
В ходе харьковской презентации книг сестёр Черниньких ведущим выступил Сергей Жадан.